# جميل الوادي
جميل محمود الوادي هو قاض عراقي ووزير عدل سابق.

## الولادة والنشأة
ولد في بغداد سنة 1891، وأتم دراسته القانونية في مدرسة الحقوق بالأستانة.
وهو أخو حامد الوادي مرافق الأمير عبد الله، وشاكر الوادي مرافق الملك فيصل الأول ووزير الدفاع.

## وظائفه
عين مدعيا عاما في أضنة بتركيا.
أسهم في الحكومة الوطنية السورية مشاورا عدليا في ديوان التمييز العسكري ورئيسا لمحكمة بداءة وادي العجم ورئيسا لمحكمة بعلبك.
ثم عاد إلى بغداد سنة 1920 فعين في مناصب قضائية عديدة فقد عين حاكماً سنة 1923، ومديرا للأوقاف فمديراً عاماً للطابو سنة 1931.
وأصبح وزيراً للعدلية سنة 1932م  في وزارة ناجي شوكت، وعين مديراً للأراضي الأميرية في وزارة المالية سنة 1933، ثم عاد إلى وزارة العدلية سنة 1934 عضواً في محكمة التمييز، ثم مدعياً عاماً.
وفي سنة 1935 عين مديراً عاماً للبريد والبرق.